# Ершовка (Калужская область)
Ершо́вка — деревня в Перемышльском районе Калужской области, в составе муниципального образования Сельское поселение «Деревня Горки».

## География
Расположена на берегу реки Птара, в 12 километрах на запад от районного центра — села Перемышль. Рядом деревни Верхние Подгоричи.

## Население
| 2002 | 2010 |
| ---- | ---- |
| 6    | ↘5   |

## История
В атласе Калужского наместничества, изданного в 1782 году, упоминается и нанесена на карты деревня Ершевка Перемышльского уезда, дворов 15 а душ по ревизии — 251.

Деревня Ершевка Александры Васильевой дочери Матовой. На берегу речки Пторы, земля иловатая, хлеба и травы родится [по]средственно, крестьяне на пашне— Описания и алфавиты к Калужскому атласу
В 1858 году деревня (вл.) Ерышевка (Ершовка) 1-го стана Перемышльского уезда, при речке Пторе, 11 дворов — 83 жителя, по правой стороне почтового Киевского тракта.
К 1914 году Ерышовка — деревня Рыченской волости Перемышльского уезда Калужской губернии. В 1913 году население 266 человек.
В годы Великой Отечественной войны деревня была оккупирована войсками Нацистской Германии с начала октября по конец декабря 1941 года. Освобождена в ходе Калужской наступательной операции частями 50-й армии генерал-лейтенанта И. В. Болдина.